# Hacksen
Hacksen ist eine ehemals selbständige Gemeinde und heutiger Ortsteil der Ortsgemeinde Obererbach (Westerwald) im Landkreis Altenkirchen (Westerwald).

## Geschichte
Die erste nachweisliche urkundliche Erwähnung des Ortes Hacksen ist im Nekrolog der Abtei Marienstatt festgehalten. 1473 stifteten Gerhard und Hilla aus Hüttenhofen dem Kloster ihr Land bei Hacksen.: S. 26–27
Anfang des 16. Jahrhunderts sind zwei Höfe in Hacksen erwähnt, die das Recht zur Schweinemast im Wald hatten. 1606 bestand Hacksen aus drei Häusern. Bis zur Landesteilung nach dem Dreißigjährigen Krieg gehörte Hacksen zur Grafschaft Sayn, danach zur Grafschaft Sayn-Altenkirchen. Ende des 17. Jahrhunderts ist eine Ölmühle in Hacksen belegt. 1743 hatte die Gemeinde Hacksen vier Feuerstätten, 1801 sechs mit 30 Einwohnern.: S. 157–172
1853 wohnten 61 Einwohner in Hacksen, 1900 bereits 74. Um die landwirtschaftlichen Flächen wirtschaftlicher zu nutzen, wurde 1901 eine Flurbereinigung durchgeführt. 1926 und 1931 hatte Hacksen 109 Einwohner.: S. 378–394
Zum 1. April 1939 wurde die Gemeinde Hacksen mit Niedererbach und Obererbach zur Ortsgemeinde Obererbach (Westerwald) zusammengeschlossen, Hacksen ist seitdem ein Ortsteil von Obererbach (Westerwald).: S. 368–377
In Hacksen besteht heute noch eine eigenständige Waldinteressentenschaft.
Der Ortsteil Hacksen zählt zur Kirchengemeinde Hilgenroth.